# Margarete Landenberger
Margarete Landenberger (* 21. Januar 1950) ist eine deutsche Gesundheits- und Pflegewissenschaftlerin, die 1998 als Professorin an die Medizinischen Fakultät der Martin-Luther-Universität Halle-Wittenberg an das dortige Institut für Gesundheits- und Pflegewissenschaft berufen wurde.

## Beruflicher Lebenslauf
Nach dem Fachhochschulstudium der Sozialarbeit/Sozialpädagogik und einer anschließenden Berufstätigkeit als Sozialarbeiterin im Sozialdienst und in der Kinderklinik eines Universitätsklinikums studierte Landenberger Soziologie an den Universitäten Tübingen und Bielefeld mit den Schwerpunkten System der Sozialen Sicherung und Gesundheitswesen. Danach war sie von 1980 bis 1981 wissenschaftliche Mitarbeiterin am Institut Sozialplanung und Sozialverwaltung e. V., Bielefeld, 1981–1988 am Wissenschaftszentrum Berlin für Sozialforschung (WZB), Berlin, sowie am DFG-Sonderforschungsbereich 333 der Ludwig-Maximilians-Universität München. In München war sie Projektleitung in insgesamt drei Bewilligungsphasen zum Thema: Berufs- und Aufgabenwandel in der Kranken- und Altenpflege. 1990 wurde sie an der Universität Bielefeld zum Dr. phil. promoviert. Im Jahr 1996 habilitierte sie sich zur Thematik der Pflegeberufsangehörigen als Innovatoren des Gesundheitssystems an der Martin-Luther-Universität Halle-Wittenberg.
Von 1995 bis 1998 hatte Landenberger eine Vertretungsprofessur für Pflegewissenschaft an der Medizinischen Fakultät der Martin-Luther-Universität Halle-Wittenberg inne. Unter ihrer Leitung, unterstützt von einem Beirat aus Vertretern der Pflegepraxis und Pflegelehre, Ärzten sowie Kranken- und Pflegekassen, nahm im Jahr 1996 der Diplomstudiengang Pflegewissenschaft den Lehrbetrieb auf. Seit den 2000er Jahren wurde er ersetzt durch Bachelor- und Masterstudiengänge Gesundheits- und Pflegewissenschaft. Die akademischen Abschlüsse waren von Anfang an mit der Möglichkeit zur Promotion und Habilitation verbunden.
Seit 1998 hatte Landenberger die Professur am Institut für Gesundheits- und Pflegewissenschaft an der Martin-Luther-Universität Halle-Wittenberg inne. Von 1998 bis 2009 war sie zugleich Direktorin der Sektion Gesundheits- und Pflegewissenschaften an der LEUCOREA, einer Stiftung des öffentlichen Rechts der Universität Halle-Wittenberg.
Margarete Landenberger war die akademische Betreuerin der Promotion des Pflegewissenschaftlers der Martin-Luther-Universität Halle-Wittenberg Patrick Jahn sowie der Pflegewissenschaftlerin der Charité, Yvonne Lehmann (früherer Name: Yvonne Selinger).
Im April 2015 wurde Margarete Landenberger emeritiert.

## Arbeitsschwerpunkte
- Assessment und pflegerische Behandlung von Symptomen und Nebenwirkungen bei Krebskranken
- Kompetenzentwicklung/Qualifizierung von Pflegenden für erweiterte Aufgaben (Advanced Nursing)
- Patientenzentrierte Versorgungsforschung in onkologisch-pflegerischer Prävention, Therapie und Nachversorgung[9]
- Praxismodelle und wissenschaftliche Evaluation neuer Informations- und Kommunikationstechnologien in der Alten- und Krankenpflege
- Vergleichsstudien zur Ausbildung von Gesundheitsfachberufen in Europa[10]
- Weiterentwicklung von Modellen und Studiendesigns der pflegerischen Interventionsforschung

## Mitarbeit in wissenschaftlichen Gremien
- 1993–1994 Mitglied in der Vorbereitungsgruppe „Pflegewissenschaft“, Leitung: Hilde Steppe
- 1994–1996 Mitglied Expertengruppe „Pflegewissenschaft“ der Robert Bosch Stiftung
- 1997–1998 Mitglied Rentenkommission der Bundesregierung
- 2002 Sachverständigengutachten für das Bundesverfassungsgericht zum Bundesaltengesetz
- 2002 Benennung als Sachverständige der Vereinbarungspartner zur Weiterentwicklung der „Gemeinsamen Grundsätze und Maßstäbe zur Qualitätssicherung“ nach § 80 SGB X
- 2002–2016 Beirat und Vorstand Sachsen-Anhaltische Krebsgesellschaft (SAKG)
- seit 2002 Wissenschaftliche Gutachtertätigkeit für Ministerien und Organisationen der Forschungsförderung (BMBF, BMG, Robert Bosch Stiftung, Hans-Böckler-Stiftung u. a.)[1][11]
- 2004–2013 Berufenes Mitglied der Arbeitsgruppe Innovative Projekte der Angewandten Hochschulforschung (AGIP) beim Ministerium für Wissenschaft und Kultur des Landes Niedersachsen, Hannover
- 2005 Berufung als Wissenschaftlicher Beirat SALUS gGmbH, Betreibergesellschaft für sozial orientierte Einrichtungen des Landes Sachsen-Anhalt
- 2010–2019 Mandatierte Beteiligung an der AWMF-S3-Leitlinie Kolorektales Karzinom des Leitlinienprogramms Onkologie der Deutschen Krebsgesellschaft (DKG) und Updates
- 2016 Berufung als Leitung Wissenschaftlicher Beirat AOK-Bayern[12]
- 2017 Sonderbotschafterin der Stiftung Lebensblicke. Stiftung Früherkennung Darmkrebs[13]

## Publikationen (Auswahl)

### Zeitschriften
- A. Bauer, J. F. Riemann, T. Seufferlein, M. Reinshagen, S. Hollerbach, U. Haug, S. Unverzagt, S. Boese, M. Ritter-Herschbach, P. Jahn, T. Frese, M. Harris, M. Landenberger: Invitation to screening colonoscopy in the population at familial risk for colorectal cancer. A cluster-randomized study aimed at increasing participation rates. In: Dtsch Arztebl Int. Band 115, Nr. 43, 2018, S. 715–722. doi:10.3238/arztebl.2018.0715
- J. Baier, A. Rucker, M. Landenberger: Zielorientierung von muskuloskeletal betroffenen Patienten als motivations-fördernde Maßnahme zur Verbesserung des Therapieerfolgs - multizentrische Kontrollstudie im Nonequivalent Control Group Design. In: physioscience. Band 13, 2017, S. 1–10. doi:10.1055/s-0035-1567187
- H. Schmidt, S. Boese, A. Bauer, M. Landenberger, A. Lau, O. Stoll, H.-J. Schmoll, C. Mauz-Koerholz, O. Kuss, P. Jahn: Interdisciplinary Caring Program to Improve Self-Management for Cancer Patients undergoing Stem Cell Transplantation: A Prospective Non Randomized Intervention Study. In: Europ Journal of Cancer Care. Band 26, 2017, S. e12458. doi:10.1111/ecc.12458
- H. Schmidt, D. Merkel, M. Koehler, H. Flechtner, J. Sigle, B. Klinge, K. Jordan, D. Vordermark, M. Landenberger, P. Jahn: PRO-ONKO - Selection of patient-reported outcomes assessments for the clinical use in cancer patients - A mixed method multicenter cross-sectional exploratory study. In: J Support Care Cancer. Ms. No. JSCC-D-15-00845R1, 2016.
- H. Schmidt, C. Cleeland, A. Bauer, M. Landenberger, P. Jahn: Symptom Burden of Cancer Patients: Validation of the German M. D. Anderson Symptom Inventory. A Cross-Sectional Multicenter Study. In: J Pain Symptom Manage. Band 49, Nr. 1, Jan 2015, S. 117–125. Epub2014 May 23. doi:10.1016/j.jpainsymman.2014.04.007
- H. Schmidt, K. Beutner, U. Berndt, C. Wylegalla, G. Faber, K. Jordan, D. Vordermark, M. Landenberger, P. Jahn: Die Überleitung onkologischer Patienten aus der Akutversorgung in die Rehabilitation: Ergebnisse der Studie OPTIREHA. In: GMS Onkol Rehabil Sozialmed. Band 5, 2016, Doc06. doi:10.3205/ors000028, URN: urn:nbn:de:0183-ors0000281
- M. Hörold, M. Landenberger: Krankheitsbedinge Beeinträchtigungen und Ängste bei chronisch obstruktiver Lungenerkrankung im ambulanten Sektor – eine Befragung im Querschnittsdesign. In: Pflegewissenschaft. Band 18, Nr. 1, 2016, S. 77–84. doi:10.3936/1331.
- V. M. Maldonado, M. Landenberger, M. C. Cuevas: Women’s Experiences with Gender Violence and the Mental Health Impact: Qualitative Findings. In: Open Journal of Nursing. Band 5, 2015, S. 104–108. doi:10.4236/ojn.2015.52012.
- A. Kaufmann, H. Schmidt, C. Ostheimer, J. Ullrich, M. Landenberger, D. Vordermark: Quality of life in very elderly radiotherapy patients: a prospective pilot study using the EORTC QLQ-ELD14 module. In: Support Care Cancer. Band 23, Nr. 7, Jul 2015, S. 1883–1892. doi:10.1007/s00520-014-2546-z. Epub 2014 Dec 6.
- P. Jahn, O. Kuss, H. Schmidt, A. Bauer, M. Kitzmantel, K. Jordan, S. Krasemann, M. Landenberger: Improvement of pain-related self-management for cancer patients through a modular transitional nursing intervention: A cluster-randomized multicenter trial. In: Pain. Band 155, Nr. 4, 2014, S. 746–754. doi:10.1016/j.pain.2014.01.006

### Bücher / Buchbeiträge
- K. Beck, M. Landenberger, F. Oser (Hrsg.): Technologiebasierte Kompetenzmessung in der beruflichen Bildung -Ergebnisse aus der BMBF-Förderinitiative ASCOT. Bertelsmann, Bielefeld 2016, ISBN 978-3-7639-5459-9.
- H. Schmidt, M. Landenberger: Pflegerische Aufgaben und Therapieansätze. In: M. E. Heim, J. Weis (Hrsg.): Fatigue bei Krebserkrankungen. Schattauer, Stuttgart 2015, S. 138–147.
- Y. Lehmann, K. Beutner, K. Karge, G. Ayerle, S. Heinrich, J. Behrens, M. Landenberger: Bestandsaufnahme der Ausbildung in den Gesundheitsfachberufen im europäischen Vergleich. (= Berufsbildungsforschung. Band 15). Hrsg. Bundesministerium für Bildung und Forschung (BMBF), Bonn 2014.